# 氯吡格雷
氯吡格雷（INN：clopidogrel）商品名为波立维（中國大陸）、保栓通（台灣，Plavix），是一種抗血小板藥物（抗血小板聚集劑），用於降低高風險族群在心血管疾病和中風發病的風險。它在兩種情況下也會與乙醯柳酸（阿斯匹靈）聯合使用：心臟病發作和冠狀動脈支架植入後（稱為双联抗血小板治疗）。氯吡格雷屬於噻吩并吡啶類抗血小板藥物，其經由不可逆地抑制血小板上的P2Y12受體而發揮作用；它通过口服使用，药效在两小时后开始发作，持续五天。
氯吡格雷常见的副作用包括头疼、恶心、容易瘀伤、瘙痒和胃灼热。更严重的副作用包括出血和血栓性血小板减少性紫癜。虽然没有证据表明在怀孕期间使用氯吡格雷会造成伤害，但这尚未得到充分的研究数据。
氯吡格雷在1982年获得专利，在1997年被批准用于药物；它列于世界卫生组织基本药物标准清单中。氯吡格雷於2022年在美國最常用的處方藥中排名第47，開立的處方箋數量超過1,300萬份。市場上有其通用名藥物流通。

## 醫療用途
氯吡格雷用於預防高風險族群（包括有心肌梗塞和其他形式急性冠狀動脈症候群、中風以及周邊動脈阻塞病史者）的發病。
美國心臟協會和美國心臟病學會建議下列族群使用氯吡格雷或相關藥物：
- 用於治療ST段上升型心肌梗塞 (STEMI)[17]的情況，包括：

- 經皮冠狀動脈介入治療 (PCI) 之前給予負荷劑量，然後對接受冠狀動脈支架植入的個體進行一整年的治療
- 進行纖溶作用療法前給予負荷劑量，並持續至少14天

- 用於治療非ST段上升型心肌梗塞或不穩定型心絞痛（英语：unstable angina）[18]的情況，包括：

- 接受PCI且無法耐受阿司匹靈治療的患者，給予負荷劑量和維持劑量
- 對於選擇非侵入性治療策略的中等至高風險患者，進行長達12個月的維持劑量

- 對於穩定型缺血性心臟病，在以下情況使用氯吡格雷被認為是"合理"選擇：

- 作為單一藥物，供無法耐受阿司匹靈的患者使用
- 對某些高風險患者與阿司匹靈聯合使用

此藥物也與阿司匹靈聯合用於預防植入冠狀動脈支架後的血栓形成，或作為對阿司匹靈不耐受者的替代抗血小板藥物。市面上有氯吡格雷與阿司匹林靈組合的複方藥流通。
一項統合分析的結果顯示氯吡格雷作為抗血小板藥物，在降低心血管事件風險方面，對於吸菸者具有更明顯的益處（25%），而對於非吸菸者則效果相對較弱（只有8%）。
對於有消化性潰瘍病史的族群，治療指南建議優先選擇氯吡格雷作為抗血小板藥物，而非阿司匹靈，因為阿司匹靈會抑制前列腺素的合成而加重消化性潰瘍。

## 不良反應
與氯吡格雷治療相關的嚴重不良反應有：
- 血栓性血小板減少性紫癜 (發病率：每百萬名接受治療的患者中4人)[24][7]
- 出血 - 與阿司匹林合用可能會增加出血發生率[25]。

在CURE試驗（Clopidogrel in Unstable angina to prevent Recurrent Events的縮寫 - 不穩定型心絞痛患者使用氯吡格雷預防再次發生的事件）中，無ST段上升型急性冠狀動脈症候群患者接受阿司匹林+氯吡格雷，或是安慰劑治療，隨訪長達一年後觀察到的主要出血率：
- 任何主要出血：氯吡格雷3.7%，安慰劑2.7%
- 危及生命出血：氯吡格雷2.2%，安慰劑 1.8%
- 出血性中風：氯吡格雷0.1%，安慰劑 0.1%

在CAPRIE試驗（Clopidogrel versus Aspirin in Patients at Risk of Ischaemic Events的縮寫 - 氯吡格雷與阿司匹林在缺血性事件高風險患者中的比較研究）中把氯吡格雷單藥療法和阿司匹林單藥療法在近期發生過中風或心肌梗塞的患者中的療效進行比較，持續1.6年後觀察到的出血率：
- 胃腸道出血：氯吡格雷2.0%，阿司匹林2.7%
- 顱內出血：氯吡格雷0.4%，阿司匹林0.5%

在CAPRIE試驗中，瘙癢是氯吡格雷比阿司匹林唯一更常見的不良反應。在CURE試驗中，兩種藥物的非出血性不良事件發生率無差異。
皮疹和瘙癢在研究中並不常見（在0.1%至1%的患者中發生），嚴重的過敏反應罕見。

## 藥物交互作用
氯吡格雷與其他藥物之間的交作用潛力通常較低。與其他影響血液凝固的藥物（如阿司匹靈、肝素和纖溶劑）聯合使用並未發生相關的相互作用。萘普生確實增加隱匿性胃腸道出血（糞便潛血）的可能性，其他非類固醇抗炎藥也可能會。由於氯吡格雷與苯妥英、甲苯磺丁脲等藥物受到相同的代謝酶CYP2C19（細胞色素P450 2C19酶）作用 ，因此它們在理論上可能存在藥物交互作用。然而臨床相關的藥物交互作用並不明顯。
美國食品藥品管理局（FDA）於2009年11月宣佈，對於使用氫離子幫浦抑制劑奧美拉唑或埃索美拉唑的人，應謹慎使用氯吡格雷，但對使用泮托拉唑的人而言似乎屬於安全。更新的抗血小板藥物普拉格雷與埃索美拉唑的相互作用最小，因此對於正在使用這些氫離子幫浦抑制劑的人而言，可能是一種比氯吡格雷更好的抗血小板藥物。

## 藥理學
氯吡格雷是一種前體藥物，在肝臟中經代謝而成活性代謝物形式。此活性形式可特異性且不可逆地抑制P2Y12受體（為P2Y受體中的亞型），而阻斷血小板活化和凝血過程中的一個關鍵步驟。

### 藥代動力學和代謝

氯吡格雷在人體內經過兩個步驟催化，成為有治療活性的代謝物。

氯吡格雷是一種前體藥物，經過兩個步驟活化 - 第一步由CYP2C19、CYP1A2和CYP2B6酶催化，第二步由CYP2C19、CYP2C9、CYP2B6和CYP3A催化。 
氯吡格雷活性代謝物的生物半衰期約為0.5至1.0小時，並通過與血小板P2Y12受體形成二硫鍵而而發揮作用。攜帶變異CYP2C19等位基因的患者與具有高功能CYP2C19等位基因的患者比較，前者發生不良事件的風險顯著增加，可能高出1.5至3.5倍。
經測試，個體在口服帶有碳-14標記的氯吡格雷後5天內，藥物本身及其代謝物約有50%從尿液中排泄，約有46%從糞便中排泄。
2010年，FDA於2010年為Plavix添加一個黑框警告（後續有更新），提醒此藥物在無法將藥物代謝成為具有活性形式（代謝物）的人之中可能效果會較差。

### 藥物遺傳學
CYP2C19是人體中一種重要的藥物代謝酶，可催化許多臨床上有用的藥物，包括抗憂鬱藥、巴比妥類藥物、氫離子幫浦抑制劑以及抗瘧藥和抗腫瘤藥物。氯吡格雷是會被此種酶代謝的藥物之一。
FDA於2010年在氯吡格雷的藥物資訊中添加一個黑框警告，提醒CYP2C19代謝能力較弱的個體需要注意。

### 作用機制
氯吡格雷的活性代謝物會特異且不可逆地抑制抑制P2Y12受體，而阻斷血小板活化和凝血過程。口服單劑量氯吡格雷後兩小時即可觀察到血小板抑制作用，由於作用開始緩慢，在需快速作用的場合，醫護人員會給患者較高的600或300毫克的負荷劑量。.

## 社會與文化

### 經濟學

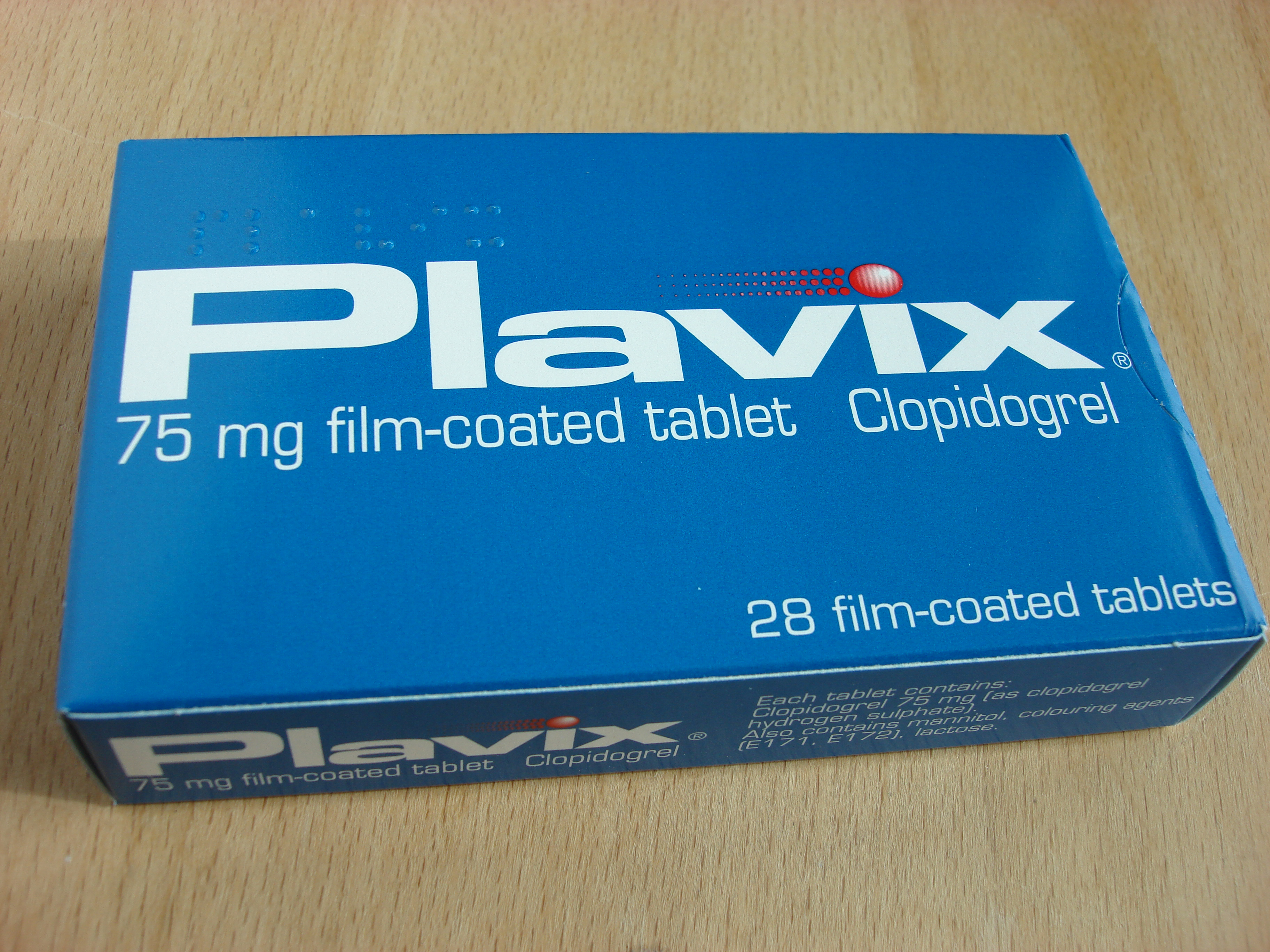
一盒商品名為Plavix的氯吡格雷。

Plavix在全球近110個國家/地區銷售，於2009年的銷售額達到66億美元。此藥物是2007年全球第2暢銷藥物，在當年仍有20%以上的增長。它於2008年在美國銷售額為38億美元。>
氯吡格雷在美國必治妥施貴寶的專利於2012年到期前是全球第2暢銷藥物。其於2010年的全球銷售額超過90億美元。
加拿大通用名藥物（學名藥）公司Apotex於2006年曾短暫銷售過氯吡格雷的通用名藥物，隨後法院命令其停止進一步生產，等待必治妥施貴寶提起的專利侵權訴訟結果。法院裁定必治妥施貴寶的專利在2011年11月前仍受到保護。ref>. Reuters. 2007-06-19  [2007-09-05]. （原始内容存档于2011-05-20）.</ref>FDA將氯吡格雷的專利保護期延長6個月，至2012年5月。FDA於2012年5月核准氯吡格雷的通用名藥物得以上市。

### 名稱
氯吡格雷的通用名藥物在全球有許多製藥廠生產，以非常多品牌名稱銷售。
市場上也有氯吡格雷與阿斯匹靈組成的複方藥銷售。

## 獸醫用途

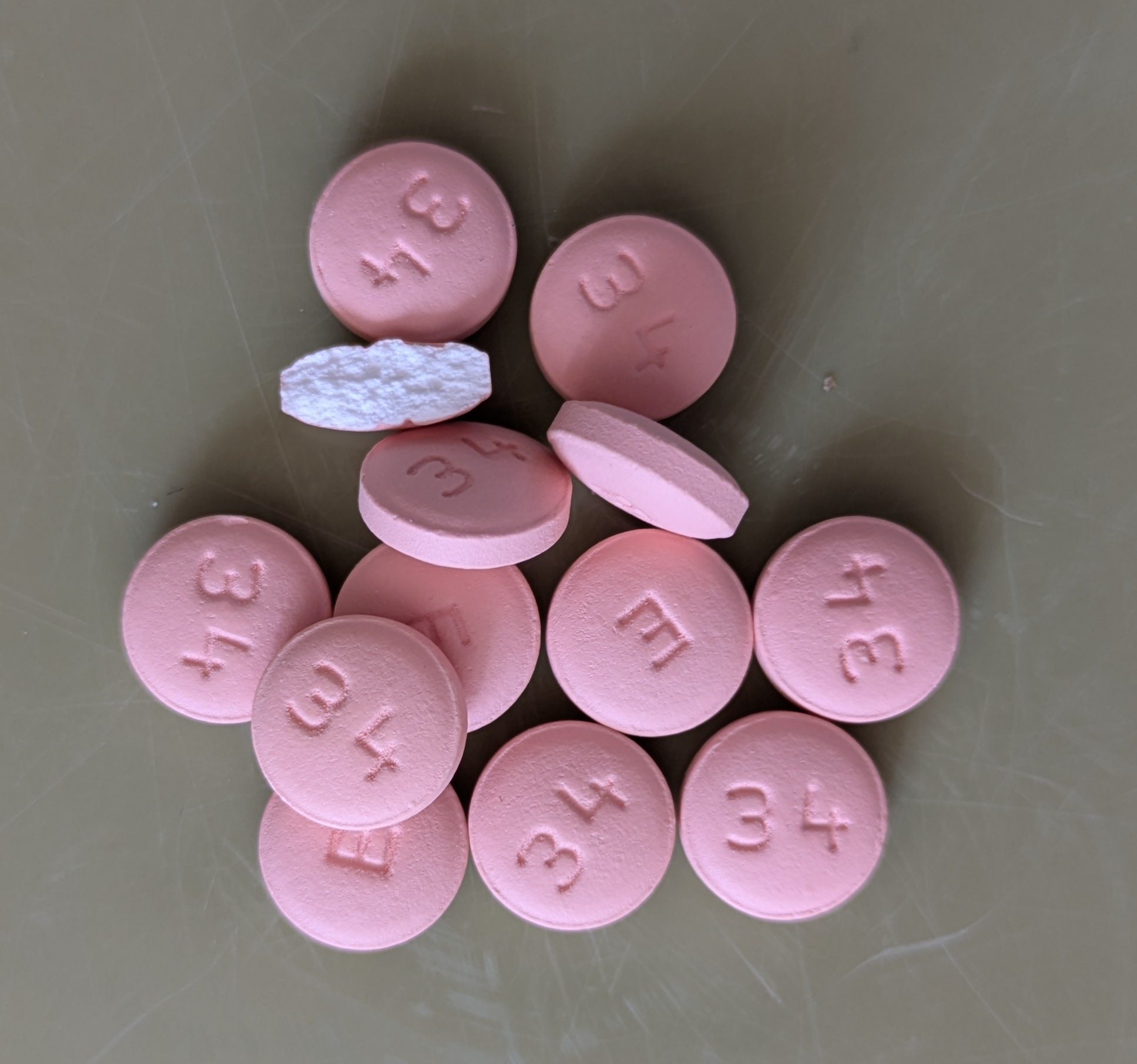
供治療貓用途的氯吡格雷。

研究顯示氯吡格雷可有效降低貓的血小板聚集，因此可用於預防貓主動脈栓塞症。

## 延伸閱讀
- Dean L. . Pratt VM, McLeod HL, Rubinstein WS,  et al  (编). . National Center for Biotechnology Information (NCBI). 2012  [2025-01-31]. PMID 28520346. Bookshelf ID: NBK84114. （原始内容存档于2020-10-26）.

## 外部連結
- US Patent US4847265A （页面存档备份，存于） for "Dextro-rotatory enantiomer of methyl alpha-5 (4,5,6,7-tetrahydro (3,2-c) thieno pyridyl) (2-chlorophenyl)-acetate and the pharmaceutical compositions containing it"